# 天天饮食
《天天饮食》是中國中央電視台于1999年至2015年间播出的一個烹飪節目，在短短數分鐘內為觀眾示範各種各樣的簡單美食的作法。曾在CCTV-3播放，后每天早上於CCTV-1上午九時左右播放。主持人是王雪纯與李铁钢師傅。
于2016年1月4日起，该节目将与《生活早参考》合并为新节目《生活圈》。

## 历任主持人
- 刘仪伟[1][2]
- 汪洋[3]
- 常笑[4]
- 侯军[5]
- 林依轮[6]
- 董浩[7][8]
- 任鲁豫[9]
- 张东、王雪纯、陈志峰

## 外部連結
- 節目網址及重溫（页面存档备份，存于）